# کم‌عروسک پایین
کم‌عروسک پایین یک منطقهٔ مسکونی در ایران است که در بخش مرکزی شهرستان شهربابک واقع شده‌است. کم‌عروسک پایین ۴۱ نفر جمعیت دارد.